# جوزيف أودونيل
جوزيف أودونيل (بالإسبانية: Joseph O'Donnell)‏ هو قائد عسكري إسباني، ولد في 1768، وتوفي في 1836.